# Rivière Dee (Irlande)
La rivière Dee (en irlandais : An Níth)  est une rivière dans l'est de l'Irlande, coulant à partir du comté de Cavan et rejoignant la rivière Glyde dans le comté de Louth,.

## Légende
Dans le Táin Bó Cúailnge, un récit du cycle d'Ulster, Cúchulainn, un héros de la mythologie irlandaise, se bat contre Lethan à Ath Carpat ( nom qui signifie «gué de char»), sur la rivière Níth. La rivière tire son nom de l'irlandais níth, qui signifie «combat». Le nom moderne «Dee» dérive du nom de la ville d'Ardee, ou Baile Átha Fhirdhia («ville du gué de Ferdiad»), une ville du comté de Louth.

## Cours
La rivière Dee prend sa source près de la ville de Bailieboro, dans le comté de Cavan, et coule verse l'est sur environ 60,4 km , traversant les comtés de Meath et de Louth avant de se verser dans la rivière Glyde, proche du village d'Annagassan. La rivière a trois principaux affluents : la rivière Killary, qui la rejoint au sud de Drumconrath (dans le comté de Meath,) la rivière Gara, qui la rejoint à l'ouest d'Ardee (dans le comté de Louth) et la rivière Blanche, qui la rejoint au nord de Dunleer (dans le comté de Louth). Il y a un lac sur le Dee, Whitewood Lake, qui se trouve près de Nobber, dans le comté de Meath.

## Faune
La rivière Dee a des truites brunes.